# 天牢一
大熊座ω，又名BD+43 2058，HD 94334、SAO 43512、HR 4248，是大熊座的一颗恒星，视星等为4.71，位于銀經171.16，銀緯61.35，其B1900.0坐标为赤經10h 48m 13.4s，赤緯+43° 61.35′ 21″。